# Крыжановский, Владимир Васильевич
Владимир Васильевич Крыжановский (? — 21 февраля 1920) — русский военачальник, генерал-лейтенант. Участник первой мировой войны и Белого движения в гражданской войне в России.

## Биография

### Образование
Окончил Ставропольское казачье юнкерское училище.

### Участие в первой мировой войне
Участник Первой мировой войны: командир взвода, сотни, эскадрона во 2-м Кубанском Полтавском полку (1914—1917).
Войсковой старшина 2-го Полтавского полка Кубанского казачьего войска (1917).

### В Добровольческой армии
Участник 1-го Кубанского («Ледяного») похода, командир 2-го батальона в 1-м Кубанском казачьем стрелковом полку.
Командир 1-й бригады 1-й Кубанской казачьей дивизии (01.1918—01.1919).
С 12 марта 1918 года полковник.
С 8 декабря 1918 года генерал-майор.
С 22 января 1919 года по 26 ноября 1919 года начальник 1-й Кубанской казачьей дивизии.
С октября 1919 года генерал-лейтенант.
В декабре 1919 года назначен командиром 1-го Кубанского корпуса.
В феврале 1920 года в результате начатой советским командованием войсковой операции в р-не ст. Егорлыкской и Торговой
погиб вместе со штабом корпуса 21 февраля 1920 года в окружении под Белой Глиной, сражаясь с войсками 1-й Конной армии.

### Смерть в свидетельствах современников
По воспоминаниям С. М. Буденного («Конец деникинщины») и А. Г. Шкуро («Записки белого партизана»), находясь в бронепоезде, генерал Крыжановский, начальник(инспектор) артиллерии его корпуса генерал-майор Стопчанский В. А. и 70 офицеров штаба перебрались на бронеплощадки и стали отчаянно отбиваться.
В мемуарах участников сражений из книги «Последние бои ВСЮР» имеются свидетельства А. Альбова и А. Осипова о гибели его, будучи зарубленным 9 февраля 1920 г. Из книги «В рядах 1-й Конной» Ока Городовиков будучи автором свидетельствовал следующее:
«Раненый в ногу командир корпуса, белогвардейский генерал Крыжановский лежал на снегу, положив голову на новенький карабин. К нему подскакал командир моего взвода ординарцев. Генерал Крыжановский сказал командиру взвода:
— Я бывший казак и ты казак! Не убивай меня.
Командир взвода слез с коня, вынул шашку, подошел к генералу и, глядя ему прямо в глаза, сказал:
— Прими смерть от донского казака!
Он взмахнул шашкой.»
К вечеру дивизия подошла к селу Белая Глина."

## В культуре
Трагедия остатков конной группы Крыжановского отражена в картине художника Митрофана Грекова «Ликвидация остатков армии генерала Кржижановского» (1924).

## Награды
- орден Св. Анны 4-й степени с надписью «За храбрость»
- орден Св. Станислава 2-й степени с мечами
- орден Св. Владимира 4-й степени с мечами и бантом